# (2873) Binzel
(2873) Binzel (1982 FR) – planetoida z grupy pasa głównego asteroid okrążająca Słońce w ciągu 3,38 lat w średniej odległości 2,25 j.a. Odkryta 28 marca 1982 roku.